# Erich Möchel

Erich Möchel in Wien (2014)

Erich Möchel (* 28. August 1957 in Linz/Oberösterreich) ist ein österreichischer Journalist mit Schwerpunkt auf netzpolitischen Themen. Er war bei FM4 tätig und zuvor Redakteur der Futurezone, der früheren IT-News Website des Österreichischen Rundfunks. Derzeit publiziert Möchel bei heise online.

## Leben
Erich Möchel studierte amerikanische, deutsche und englische Literatur an der Universität Wien und schloss 1987 als Magister ab. Erste journalistische Praxis sammelte er während des Studiums beim Falter, bei Radio OE 1 und anderen Medien, bei denen er Satiren, Reportagen und Porträts schrieb. 1988 erschien sein satirischer Roman Schlachtpläne. Ab 1995 schrieb er bei dem Standard über das Internet. Zur gleichen Zeit erstellte Möchel Artikel zu den Themen Kryptographie, Überwachung und Datenschutz bei quintessenz, heise online und Telepolis.
Aufsehen erregten seine Recherchen zu den ENFOPOL-Papieren, die zu weiteren Berichten über die europäischen Normierungsanstrengungen in Sachen Telekommunikationsüberwachung führten, die er in der c’t, Telepolis und unter futureZone.ORF.at veröffentlichte.
Gemeinsam mit der Telepolis-Redaktion erhielt Möchel den Europäischen Preis für Online-Journalismus der Medien-Konferenz Net-Media 2000 in der Kategorie „Investigative Reporting“ (2000).
Von 1999 bis 2006 war Möchel Ressortleiter des neu gegründeten IT-Nachrichtenkanals Futurezone des Österreichischen Rundfunks.
Er ist Mitglied im Board of Advisors von Privacy International und ist Mitbegründer der ersten österreichischen Big Brother Awards 1999 sowie der Quintessenz (Verein zur Wiederherstellung der Bürgerrechte im Informationszeitalter). Seit 2003 ist oder war er Lektor für Online- und Multimedia-Journalismus an der FH Joanneum in Graz. Er hat 2001–2011 an dieser und anderen Fachhochschulen, darunter in St. Pölten unterrichtet. Möchel hat einen Abschluss in Pädagogik.
Nach dem Ende der Futurezone im Jahr 2010 arbeitete er bis 2022 bei FM4. Dort bearbeitete er die Themen Überwachung und Datenschutz mit Schwerpunkt auf der EU sowie Verschlüsselung, Hochfrequenztechnik und militärische IT. 2023 schreibt er wieder für heise online.
Möchel hält regelmäßig Vorträge zum Themenkomplex Datenschutz und Datensicherheit, automatisierte Überwachung der Kommunikation und digitale Bürgerrechte. Er war mehrmals als Experte zum Thema „Überwachung der Telefonienetze“ im EU-Parlament eingeladen, referierte an der London School of Economics and Political Science, den Universitäten Frankfurt und München, dem Zentrum für Kunst und Medien, der FH Joanneum Graz und anderen österreichischen Fachhochschulen. Dazu kommen Auftritte auf der Computers Freedom and Privacy Washington 1999, dem Einstein Forum Potsdam, dem Ars Electronica Festival 2007, zahlreichen Kongressen des Chaos Computer Clubs, bei Veranstaltungen der österreichischen Wirtschaftskammer sowie verschiedenen Kongressen der Global Internet Liberty Campaign, von European Digital Rights und Privacy International. Er ist ein Gründungsaktivist von European Digital Rights.

## Auszeichnungen
- 2000: Europäischer Preis für Online-Journalismus der Medien-Konferenz Net-Media 2000 (gemeinsam mit Telepolis)
- 2014: Dr.-Karl-Renner-Publizistikpreis (Kategorie Online)[8]

## Werke
- Schlachtpläne, Roman. ÖBV-Klett-Cotta Verlag, Wien 1988, ISBN 3-608-95630-1
- Raubzüge, Roman, Deuticke, Wien 1992, ISBN 3-216-30009-9
- mit Tex Rubinowitz: Verschollen in der Anstalt: Aufzeichnungen des Volontärs Schubal, Erzählung, Deuticke, Wien 1993, ISBN 3-216-30054-4
- Flatus interruptus, Einakter uraufgeführt 1991, Regie: Kurt Palm.
- Tausend Sonnen, eine Provinzposse mit Gesang, 1999. Musik: Sergei Dreznin. Regie: Harald Posch.